# Благо опата Томаса
„Благо опата Томаса” (енгл. The Treasure of Abbot Thomas) је прича о духовима британског писца М. Р. Џејмса, први пут објављена 1904. године у збирци прича под насловом Приче о духовима једног антиквара.
Приповетка се на српском језику први пут појавила 2015. у оквиру збирке прича Зазвижди и ја ћу ти доћи издавачке куће Орфелин, у преводу Дејана Огњановића.

## Радња
Године 1854, британски антиквар Џастин Сомертон чита текст на латинском о опатији Штајнфелд у Немачкој, који описује живот опата Томаса фон Ешенхаузена, који је умро 1529. године. Помиње се да је Томас сакрио благо у опатији, оставивши наговештај да „Јов, Јован и Захарија” садрже кључ. Сомертон се присећа да је у капели лорда Д... видео витраж са овим фигурама и латинским натписима. Сумња да витраж садржи траг који води до скривеног блага.
Сомертон поново посећује капелу лорда Д... и налази стакло прекривено прљавштином. Уз дозволу, уклања прљавштину и открива златна слова на одорама фигура, која формирају кодирани натпис. Након пажљиве анализе, Сомертон дешифрује поруку, која га наводи да верује да је „десет хиљада златника” сакривено у бунару у дворишту опатије.
Са својим слугом Брауном, Сомертон путује у Немачку и проналази бунар, који сада окружују воћњаци. Те ноћи спуштају се низ степениште унутар бунара и проналазе камен са урезаних седам очију. Када га разбије, Сомертон проналази кожну торбу. Међутим, док посеже унутра, осећа ледене руке које га окружују и осећа плесниву, злокобну присутност, за коју верује да је дух опата Томаса. Браун помаже Сомертону да изађе из бунара, али га то искуство дубоко потреса.
Не могавши да заспи, Сомертон проводи ноћ у агонији. Браун спаљује његову одећу како би уклонио сабласни мирис, али смрад и језиви осећај остају, што указује на то да га нешто зло прати. Сомертон се разболева и наређује Брауну да позове њиховог пријатеља Грегорија, свештеника. Чини се да Грегоријев долазак побољшава Сомертоново стање, али он остаје узнемирен. Он натера Грегорија да обећа да ће извршити одређени задатак ујутру.
Пратећи Сомертононе инструкције, Грегори и Браун се враћају до бунара, враћају торбу са златом и прикривају камен како би спречили било кога другог да га узме. Припремајући се за одлазак из Штајнфелда, Сомертон коначно исповеда целу причу Грегорију, који открива да је и он осетио присуство духа у својој соби. Напомиње да се поред бунара налази урезана фигура створења налик жаби са натписом „Чувај оно што ти је поверено”, што потврђује упозорење да је благо уклето.

## Адаптације
Године 1974, сценариста Џон Боуен је адаптирао ову приповетку као део BBC-јевог серијала Прича о духовима за Божић. Премијерно је емитована 23. децембра 1974. године. Адаптацију је режирао Лоренс Гордон Кларк, а Мајкл Брајант се нашао у улози Сомертона. Боуен је направио бројне измене са причом М. Р. Џејмса, међу којима је било и увођење новог лика – Питера, лорда Детеринга – као Сомертоновог ученика, који је такође учествовао у истрази. Прича није испричана у флешбеку и садржи сцену у којој Сомертон разоткрива двојицу лажних медијума, чиме демонстрира свој рационалан приступ натприродним појавама.
Постоји и радио-пародија под називом Зуби опата Томаса, коју је написао Стивен Шеридан.